# Waldemar Tietgens
Waldemar Tietgens est un rameur allemand né le 26 mars 1879 et mort au combat le 28 juillet 1917 dans les Flandres, en France. Il est membre du Germania Ruder Club de Hambourg.

## Biographie
Waldemar Tietgens, membre du Germania Ruder Club de Hambourg et marchand de profession, dispute l'épreuve de quatre avec barreur aux côtés de Gustav Goßler, Oskar Goßler, Carl Goßler et Walter Katzenstein aux Jeux olympiques d'été de 1900 à Paris. Les cinq allemands remportent la médaille d'or. Tietgens dispute aussi l'épreuve de huit où il terminera 4e. Le 28 juillet 1917, durant la Première Guerre mondiale, Tietgens meurt au combat dans la région des Flandre. 